# Brunflo IF
Brunflo IF är en idrottsförening i Brunflo, grundad 1925, som bedriver verksamhet inom friidrott, längdskidor, orientering och bordtennis. Förr fanns även fotboll och ishockey på programmet men de har sedan 1975 egna klubbar, Brunflo FK och Brunflo IK. Även gång har varit en stor sport i klubben men sektionen är idag helt nedlagd.    
Under namnet Jamtrennarna - Brunflo IF var klubbens friidrottssektion mycket framgångsrik i jämtländsk långdistanslöpning.   

## Kända profiler
- Jerry Ahrlin
- Lena Gavelin
- Ann Jansson
- Antonina Ordina